# La Unión, Villa Sola de Vega
La Unión är en ort i Mexiko.   Den ligger i kommunen Villa Sola de Vega och delstaten Oaxaca, i den sydöstra delen av landet, 300 km sydost om huvudstaden Mexico City. La Unión ligger 1 681 meter över havet och antalet invånare är 122.
Terrängen runt La Unión är lite bergig. Runt La Unión är det mycket glesbefolkat, med 7 invånare per kvadratkilometer. Närmaste större samhälle är San Antonio Huitepec, 12,8 km nordost om La Unión. I omgivningarna runt La Unión växer i huvudsak blandskog.